# Liste der Monuments historiques in Houtkerque
Die Liste der Monuments historiques in Houtkerque führt die Monuments historiques in der französischen Gemeinde Houtkerque auf.

## Liste der Bauwerke
| Bezeichnung       | Beschreibung | Standort                | Kennzeichnung | Schutzstatus | Datum | Bild           |
| ----------------- | ------------ | ----------------------- | ------------- | ------------ | ----- | -------------- |
| Kirche St-Antoine |              | (Lage)                  | PA00107555    | Classé       | 1910  | weitere Bilder |
| Windmühle         | Erbaut 1890  | Rue de l’Hofland (Lage) | PA00107556    | Inscrit      | 1977  | weitere Bilder |